# Коул-Сіті (Західна Вірджинія)
Коул-Сіті (англ. Coal City) — переписна місцевість (CDP) в США, в окрузі Релей штату Західна Вірджинія. Населення — 1689 осіб (2020).

## Географія
Коул-Сіті розташований за координатами 37°40′36″ пн. ш. 81°12′51″ зх. д. / 37.67667° пн. ш. 81.21417° зх. д. (37.676591, -81.214095).  За даними Бюро перепису населення США в 2010 році переписна місцевість мала площу 16,35 км², з яких 16,33 км² — суходіл та 0,02 км² — водойми.

## Демографія
Згідно з переписом 2010 року, у переписній місцевості мешкало 1815 осіб у 764 домогосподарствах у складі 535 родин. Густота населення становила 111 особа/км².  Було 853 помешкання (52/км²).
Расовий склад населення:
| - 96,9 % — білих - 0,1 % — чорних або афроамериканців - 0,1 % — азіатів |

До двох чи більше рас належало 3,0 %. Частка іспаномовних становила 0,4 % від усіх жителів.
За віковим діапазоном населення розподілялося таким чином: 20,0 % — особи молодші 18 років, 60,5 % — особи у віці 18—64 років, 19,5 % — особи у віці 65 років та старші. Медіана віку мешканця становила 45,6 року. На 100 осіб жіночої статі у переписній місцевості припадало 90,9 чоловіків;  на 100 жінок у віці від 18 років та старших — 92,3 чоловіків також старших 18 років.
Середній дохід на одне домашнє господарство  становив 46 204 долари США (медіана — 39 093), а середній дохід на одну сім'ю — 46 559 доларів (медіана — 37 422). За межею бідності перебувало 10,3 % осіб, у тому числі 0,0 % дітей у віці до 18 років та 0,0 % осіб у віці 65 років та старших.
Цивільне працевлаштоване населення становило 464 особи. Основні галузі зайнятості: освіта, охорона здоров'я та соціальна допомога — 33,0 %, транспорт — 12,3 %, публічна адміністрація — 11,9 %.